# Vlad Miriță

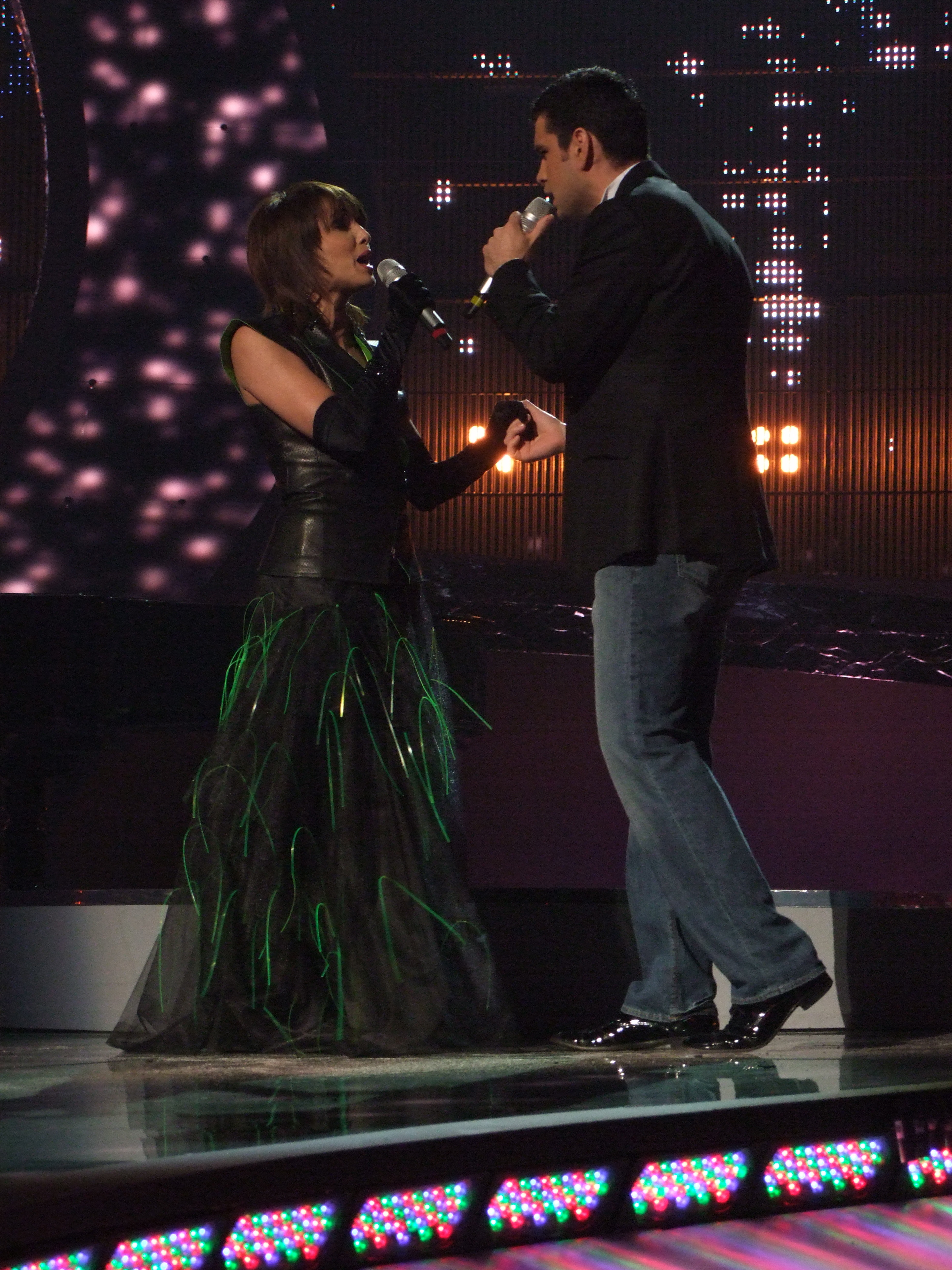
Mit Nico beim ESC in Belgrad, 2008

Vlad Miriță oder Vlad (* 2. August 1981 in Târgoviște, Kreis Dâmbovița) ist ein rumänischer Pop- und Opernsänger. Gemeinsam mit Nico vertrat er Rumänien beim Eurovision Song Contest 2008 in Belgrad, Serbien.

## Leben und Wirken
Bereits im Alter von 16 Jahren begann Vlad eine Musik- und Gesangsausbildung. Daneben arbeitete er mit dem Armonia Valaha Chor und trat bei verschiedenen nationalen und internationalen Veranstaltungen auf. Nachdem er 2001 Privatunterricht bei Corneliu Fânăţeanu genommen hatte, wurde er Sänger bei dem osteuropäischen Kammerchor "Madrigal". Vlad gewann später mehrere nationale Gesangswettbewerbe wie unter anderem Mamaia, das nationale Popfestival im Jahre 2002 und wurde Zweiter beim Festival der Internationalen Tenorstimmen „Traian Grozavescu“ im Jahre 2005 in Lugoj. Im August 2007 wurde er als Stipendiat der Opera Națională București ausgezeichnet.

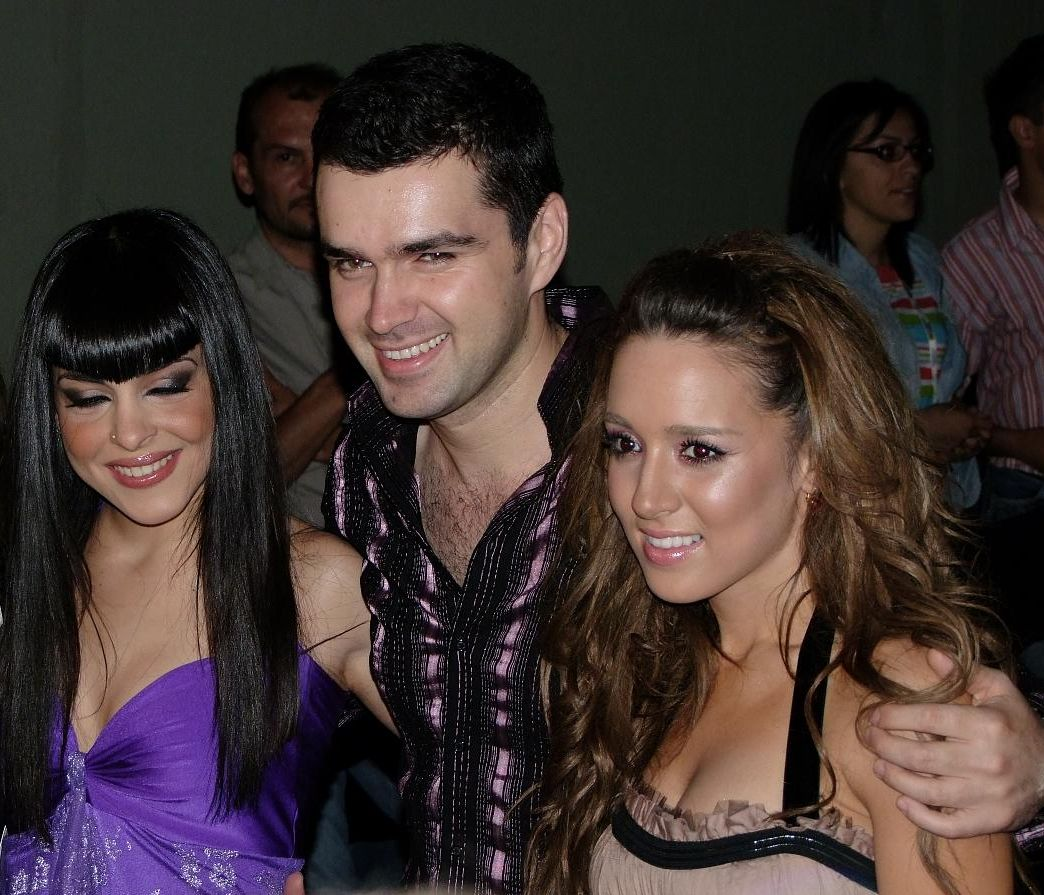
Evdokia Kadi, Vlad Miriță, Kalomoira in Belgrad, 2008

Gemeinsam mit der rumänischen Sängerin Nico setzte sich Vlad im nationalen Vorentscheid Rumäniens für den Eurovision Song Contest gegen seine Mitbewerber durch. Nico und Vlad traten mit dem Lied Pe-o margine de lume zunächst im ersten Halbfinale am 20. Mai 2008 an, wo sie den 7. Platz belegten und sich somit für das Finale am 24. Mai qualifizieren konnten. Dort erreichten sie unter insgesamt 25 Teilnehmern den 20. Platz mit insgesamt 45 Punkten.